# Tropicana (Rotterdam)

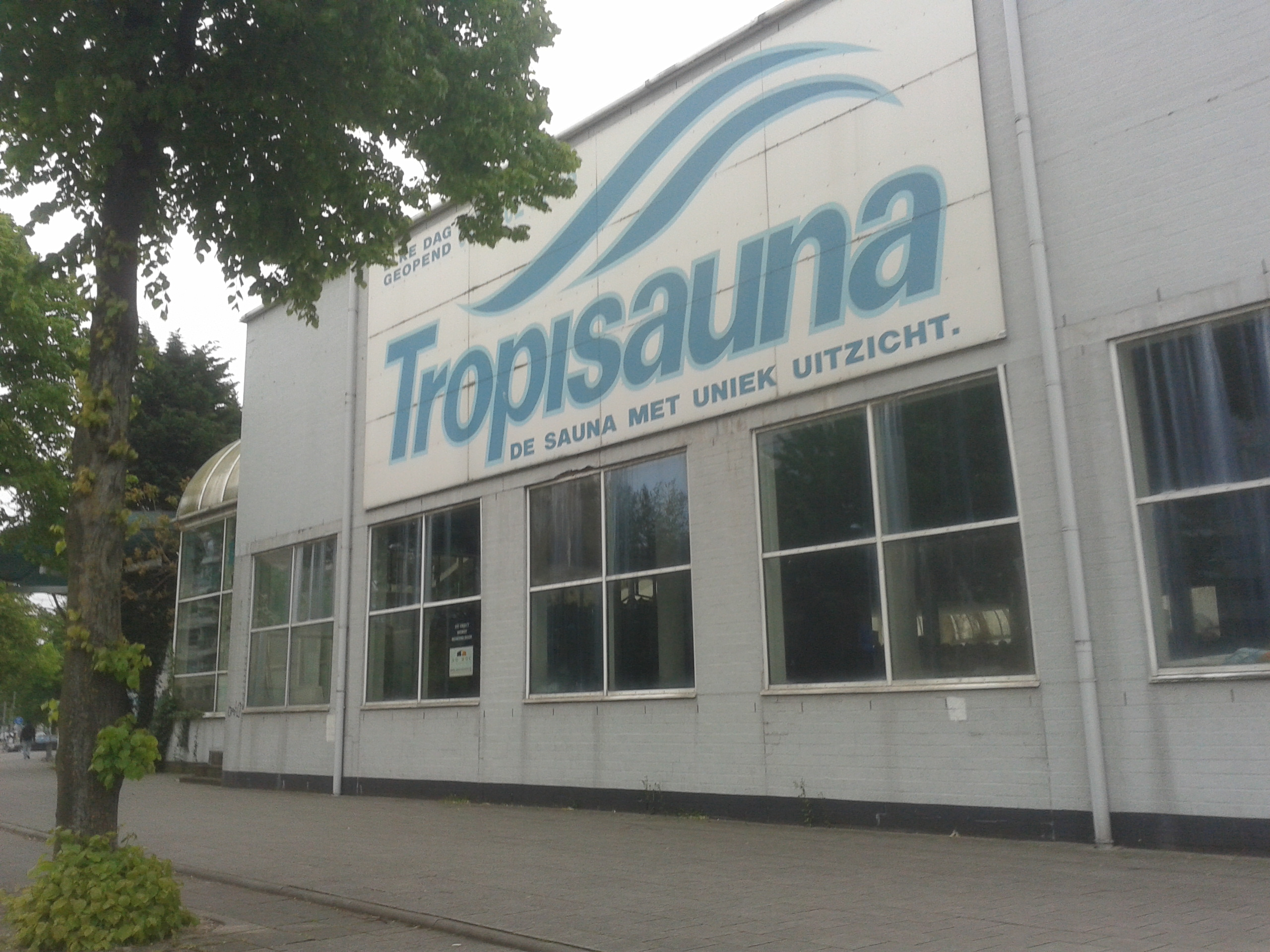
Tropisauna

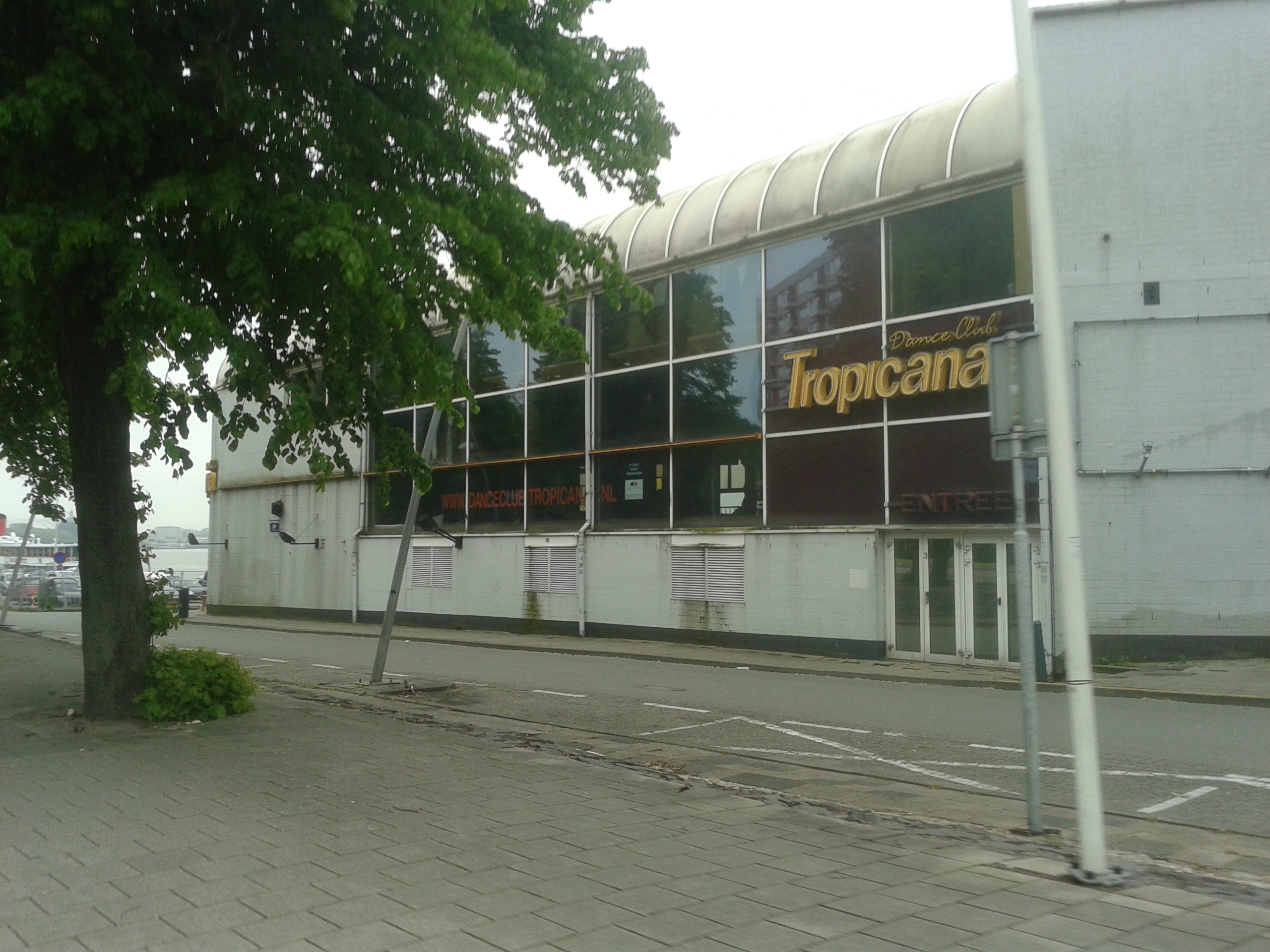
Dance Club Tropicana

Tropicana is een gebouw aan de Maasboulevard in Rotterdam dat in 1988 in opdracht van Center Parcs werd gebouwd als recreatielocatie.

## Geschiedenis
Het plan Tropicana begon in 1986. De bouw heeft circa een jaar geduurd. Het gebouw is door architect John Fahmel ontworpen. Piet Derksen, eigenaar van Center Parcs, wilde Tropicana een subketen maken binnen Center Parcs. Op 14 juli 1988 opende burgemeester Bram Peper samen met Anton Geesink officieel de dagattractie. Het doel was mensen een dagje subtropisch zwemparadijs te bieden zonder overnachtingskosten. Bij de opening was dit bad het grootste van Center Parcs. Er werd elke zaterdagavond een muziek-, laser- of themashow georganiseerd, met bands, bekende artiesten en feesten. De 'Promenade Serre' bevatte winkeltjes, restaurants en cafés in tropische atmosfeer. Bijzonder was het boven de entree ronddraaiende restaurant. Het subtropisch zwemparadijs bevatte de volgende attracties; wildwaterbaan, stroomversnelling, twee familie glijbanen, vier buisbanen, drie jacuzzi's, golfslagbad, buitenbad, solarium, ijsbad en kinderbad. De faciliteiten waren net zoals in de zwembaden van Center Parcs, inclusief vogels, planten, waterpartijen en natuursteen.
In 1989 werd Center Parcs overgenomen door een Schotse brouwerij. Deze stelde vast dat de bedrijfsformule van Tropicana niet binnen het Center Parcs-concept paste, omdat verblijfsaccommodatie ontbrak. Ook had de horeca in het complex te maken met concurrentie vanuit de stad. Tropicana werd in 1990 te koop aangeboden en in 1993 verkocht aan een particuliere eigenaar en later aan Lips Capital Group van ondernemer Roger Lips. In de loop der jaren heeft de nieuwe eigenaar verbouwingen en aanpassingen doorgevoerd, waardoor het oorspronkelijke concept van Center Parcs voor een groot deel verdween.

### Onderdelen voor de overname
De oorspronkelijke onderdelen waren anno 1988:
- Subtropisch Zwemparadijs Tropicana
- TropiSauna
- Beauty en Thermae Center Aqua Sana
- Draaiend Restaurant La Meuse
- Pizzeria
- Pannenkoekenhuis
- Bazar Tropicana
- Vergaderzaal Promenadezaal
- Boekingskantoor Center Parcs

Na de verbouwingen van 1993:
- Subtropisch Zwemparadijs Tropicana
- Tropisauna
- Aqua Sana Wellness
- Dance Club Tropicana
- Partycentrum 'Het Ornament'

De bedrijfsonderdelen vielen onder dezelfde directie, maar opereerden zelfstandig. Ieder bedrijfsonderdeel had een eigen functie en richtte zich op een specifieke doelgroep.

### Incidenten
In de jaren '90 vonden regelmatig incidenten plaats waarbij volgens de berichten veelal allochtone jongens vrouwen in het zwemparadijs lastigvielen. Ook andere zwembaden in Rotterdam kampten met overlast van jongens, met name in groepsverband.
In april 2007 kwam Tropicana in opspraak doordat zowel de provincie Zuid-Holland, die verantwoordelijk is voor de inspectie van zwembaden, als de Koninklijke Nederlandse Zwembond constateerden dat het zwembad op veel punten tekortschoot. De eigenaar van het bad kreeg een dwangsom opgelegd van 80.000 euro als de gebreken niet tijdig hersteld zouden worden.
Door de jaren heen werden weinig investeringen in het zwembad gedaan en deze hebben tot een aanzienlijk bezoekersverlies geleid. Als gevolg daarvan werd besloten 'Market Dome' (het tropische winkel- en horecagedeelte) te sluiten. Het maakte plaats voor een nieuwe discotheek, waarmee de uitbaters meer winst dachten te maken.

### Sluiting
Op 29 augustus 2010 werd Tropicana als subtropisch zwemparadijs gesloten. Het complex zou intern verbouwd worden en in september of oktober 2011 opengaan als "trendy bijna droog evenementencomplex". Het pand zou blijven staan, maar aan het zwemparadijs werd na 22 jaar een einde gemaakt. Op 12 april 2011 is Tropicana failliet verklaard.

### Nieuwe bestemming
Sinds begin 2013 was een aantal ondernemers bezig Tropicana nieuw leven in te blazen als paddenstoelenkwekerij en horecagelegenheid. De paddenstoelenkwekerij, waar men oesterzwammen kweekt op koffiedik, bevindt zich in de kelders van het pand. De Aloha Bar heeft onderdak gevonden in de voormalige WildWaterBaan en het buitengedeelte van het zwembad.
Medio 2015 was er een plan om Tropicana als zwembad te heropenen. Een crowdfund-actie maakte onderdeel uit van het plan. Hiermee hoopten de initiatiefnemers 600.000 euro binnen te halen. Voor de gehele renovatie was ruim 14 miljoen euro begroot. Dit plan werd echter niet gerealiseerd.
Schuldeiser Aegon liet het gebouw in oktober 2015 openbaar veilen. De nieuwe eigenaar werd het bedrijf BlueCity dat een samenwerkingsverband is van enkele duurzame ondernemers (waaronder het bedrijf RotterZwam). Dit bedrijf kocht het gebouw voor 1,7 miljoen euro. In 2017 werd de voormalige discotheek omgebouwd tot kantoorruimte voor start-upondernemingen. Er is ook een aantal kringloopeconomiebedrijven in gevestigd.